# Вілармайор
Вілармайор (гал. Vilarmaior, ісп. Villarmayor) — муніципалітет в Іспанії, у складі автономної спільноти Галісія, у провінції Ла-Корунья. Населення — 1294 осіб (2009).
Муніципалітет розташований на відстані близько 493 км на північний захід від Мадрида, 18 км на схід від Ла-Коруньї.
Муніципалітет складається з таких паррокій: Доронья, Гойміль, Грандаль, Торрес, Віламатео, Вілармайор.

## Демографія
Динаміка населення (INE ):

## Галерея зображень

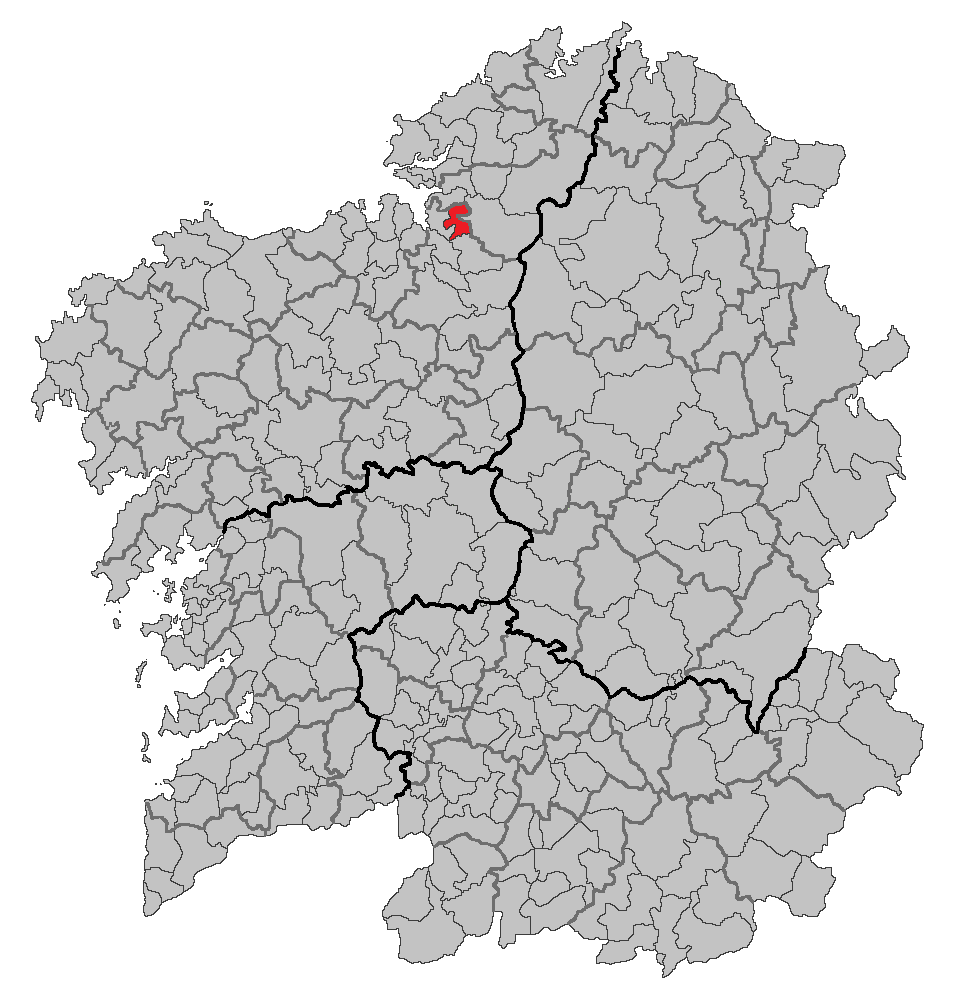
Розташування муніципалітету